# Drímiskos (Réthymnon)
Drímiskos, en grec moderne : Δρίμισκος, auparavant Drýmiskos (Δρύμισκος), est un village du dème d'Ágios Vasílios, de l'ancienne municipalité de Lámpi, dans le district régional de Réthymnon, en Crète, en Grèce. Selon le recensement de 2011, la population de Drímiskos compte 32 habitants. Le village est situé à une distance de 45 km au sud de Réthymnon et à une altitude de 440 mètres.

## Recensements de la population
| Recensements | 1583 | 1881 | 1900 | 1928 | 1940 | 1951 | 1961 | 1971 | 1981 | 1991 | 2001 | 2011 |
| ------------ | ---- | ---- | ---- | ---- | ---- | ---- | ---- | ---- | ---- | ---- | ---- | ---- |
| Population   | 316  | 170  | 233  | 225  | 197  | 162  | 143  | 100  | 93   | 80   | 56   | 32   |

## Source de la traduction
- (el) Cet article est partiellement ou en totalité issu de l’article de Wikipédia en grec moderne intitulé « Δρίμισκος Ρεθύμνης » (voir la liste des auteurs).